# 1502 год в науке
В 1502 году произошли различные научные и технологические события, некоторые из которых представлены ниже.

## События
- 1 января — португальские исследователи, во главе Кабрал, Педру Алвариш, доплыли до залива Гуанабара, Бразилия, и приняли его за устье реки, которую они называли Рио-де-Жанейро.
- 9 мая — Христофор Колумб отплыл из Кадиса (Испания) в четвёртую и последнею экспедицию в Новый Свет.
- 21 мая — португальский мореплаватель Нова, Жуан да обнаружил необитаемый остров Святой Елены.
- 14 августа — Колумб высадился на берегу, где находится современный город Трухильо и назвал эту часть моря Заливом Глубин (исп. Golfo de Honduras).
- 18 сентября — Колумб открыл Москитовый берег (Никарагуа) и «Золотой берег» (Коста-Рика, «Богатый берег»).
- Америго Веспуччи по возвращении в Лиссабон из плавания в Новом Свете, написал письмо «Новый Свет» (лат. Mundus Novus) Лоренцо Медичи о том, что Южная Америка должна быть отдельным континентом.
- В Нюрнберге (Германия) Петер Хенляйн использовал железные части и пружины, чтобы сделать переносные часы, получившие название «Нюрнбергское яйцо».

## Родились
- Педру Нуниш (ум. 1578) — португальский математик.